# Benjamin Wood (1820–1900)
Benjamin Wood (ur. 13 października 1820 w Shelbyville, zm. 21 lutego 1900 w Nowym Jorku) – amerykański polityk, członek Partii Demokratycznej.

## Działalność polityczna
W okresie od 4 marca 1861 do 3 marca 1863 przez jedną kadencję był przedstawicielem 3. okręgu, a od 4 marca 1863 do 3 marca 1865 przez jedną kadencję przedstawicielem 4. okręgu wyborczego w stanie Nowy Jork w Izbie Reprezentantów Stanów Zjednoczonych. Od 1866 do 1867 zasiadał w New York State Senate. Od 4 marca 1881 do 3 marca 1883 przez jedną kadencję był przedstawicielem 5. okręgu wyborczego w stanie Nowy Jork w Izbie Reprezentantów Stanów Zjednoczonych.
Jego bratem był Fernando Wood.